# ボクシング・コミッション協会
ボクシング・コミッション・コンバティブ・スポーツ協会（英語: Association of Boxing Commissions and Combative Sports、略称：ABC）は、北アメリカにおけるプロボクシング及び総合格闘技の試合及び記録を統括する団体である。アメリカ合衆国及びカナダの州及び部族ごとに設けられたコミッションにより構成されている。
1980年代に各コミッションのコミッショナーが集い、それぞれの管轄を纏め上げるべく結成された。
ABCの目的は以下の通り、
- ボクシング及び総合格闘技における安全と健康の管理。
- ボクサー及び総合格闘家への正確な記録の提供。
- 組織間のコミュニケーションを密にする。
- すべてのボクシングと総合格闘技関連の専門家へ向けた医療やトレーニングに関する情報及び教育を公開。
- 貧困のボクサーを支援するために慈善団体を運営。
- ABCの各メンバーに対して適用される連邦法の施行を遵守。